# Bulbophyllum cateorum
Bulbophyllum cateorum là một loài phong lan thuộc chi Bulbophyllum.